# Marcus Antonius Orator
Marcus Antonius Orator,  född 143 f.Kr., död 87 f.Kr., var en romersk politiker. Han var far till Marcus Antonius Creticus och Gaius Antonius Hybrida.
Antonius blev konsul 99 och censor 97. Under inbördeskriget år 87 blev Antonius, som tillhörde optimatpartiet, dödad på Marius och Cinnas befallning. Antonius var, tack vare en enastående begåvning och trägen övning, en av sin tids främsta talare. I Ciceros dialog De Oratore ("Om talaren") är han och Crassus huvudpersonerna. Mot denne förfäktar han den vältalighet, som, utan att äga stöd i djupare och allsidigare studier, grundar sig på naturliga anlag och ett sunt praktiskt förstånd.